# Národní park souostroví Haparanda
Národní park souostroví Haparanda (švédsky Haparanda skärgårds nationalpark) je národní park ve Švédsku, ležící na území kommuny Haparanda v kraji Norrbotten, byl založen v roce 1995.
Park zaujímá jen malou část souostroví Haparanda na severovýchodě Botnické zátoky (severní část Botnického zálivu) poblíž hranice s Finskem. V parku se nachází dva relativně velké ostrovy, Sandskär a Seskar Furö, a několik menších ostrovů a útesů. Park je umístěný západně od finského národního parku Perämeri.
Všechny ostrovy v souostroví Haparanda se objevily přibližně v posledních 1500 letech, jelikož zátoka zálivu se od poslední době ledové zvedá kvůli postglaciálnímu vzestupu. Země stále roste tempem 8,5 mm za rok, takže se ostrovy neustále rozšiřují. Voda obklopující ostrovy je mělká a je tu obtížné přistát. Pro ostrovy jsou typické velké duny.
Národní park má celkovou rozlohu 6 000 hektarů, z toho desetinu zaujímá ostrov Sandskär. Mezi zajímavosti patří rozlehlé písečné pláže s dunami, zajímavá flóra a bohatý ptačí život.